# エアライナー (大分交通)

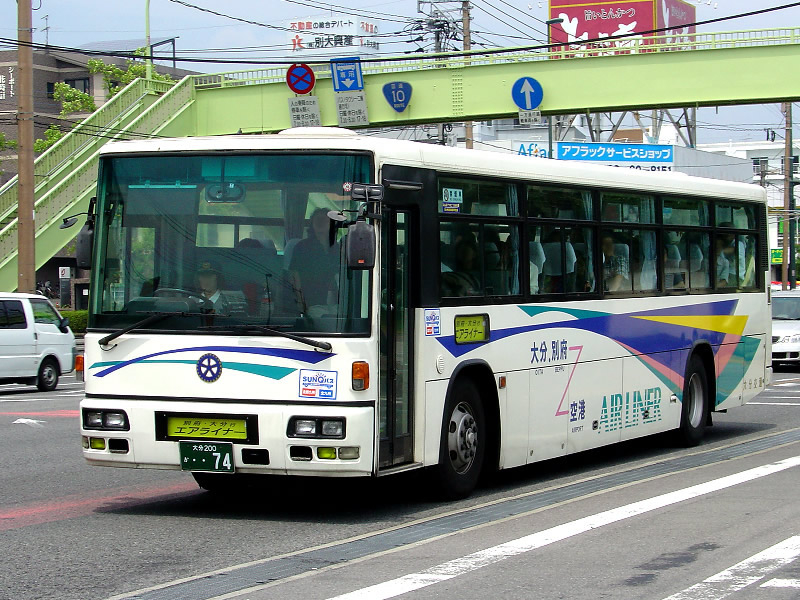
エアライナー（大分交通）

エアライナーは、大分交通が運行する大分市及び別府市から大分空港への連絡バスである。
本項では、大分空港と大分県内各地を結ぶその他の連絡バスであるノースライナー（旧エアライナー中津線。大交北部バス。）、湯布院高速リムジンバス（亀の井バスと共同運行。）、佐臼ライナー（サウスライナー。大分バスと共同運行。）についても説明する。
なお、2019年3月1日より、大分空港リムジンバスのすべての系統に系統番号が付与されており、記事内では系統番号を小見出しで表示する。また、2019年3月27日よりノースライナーを除く系統においてバスロケーションシステム「バスどこ大分」に対応している。

## エアライナー

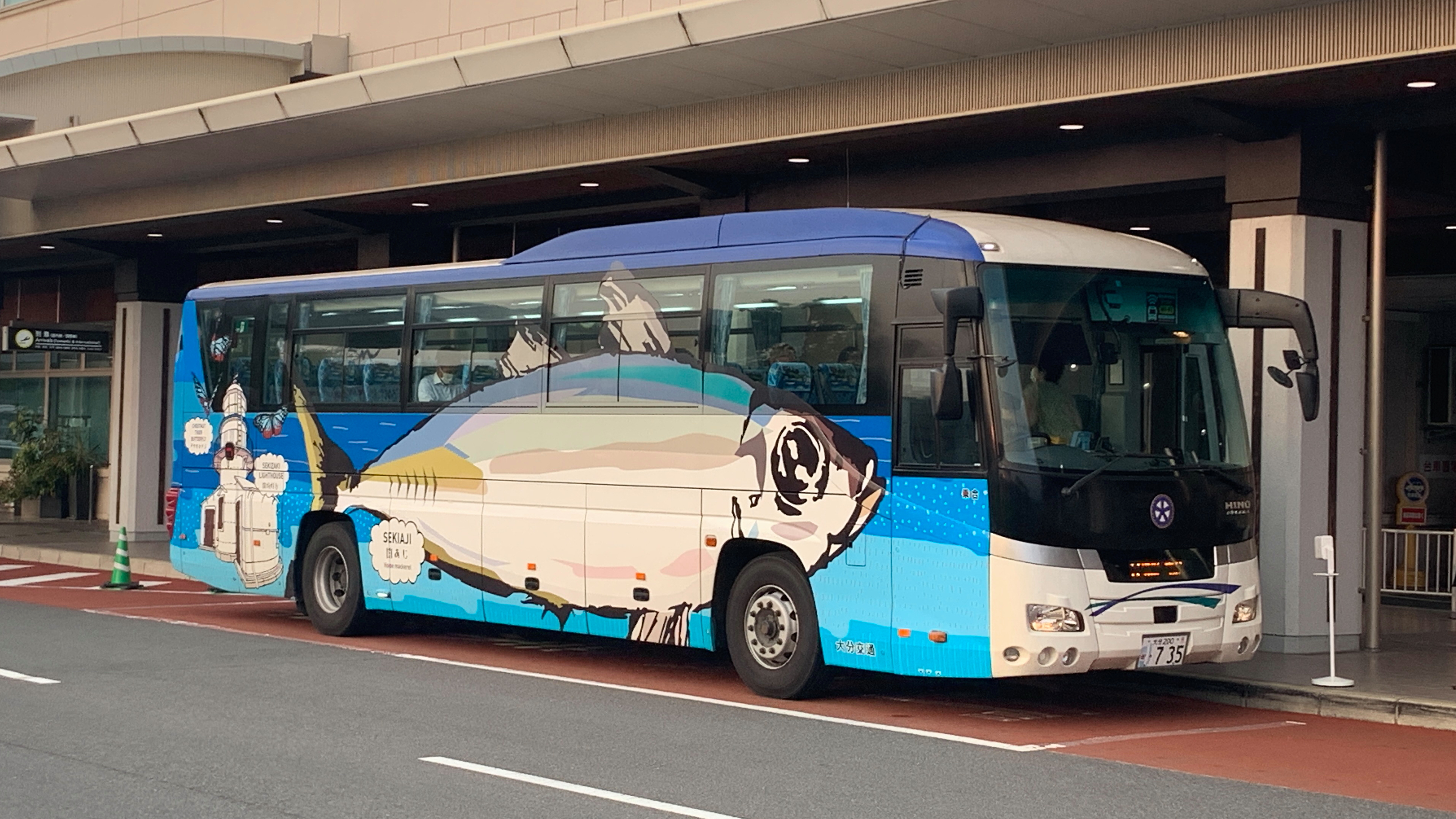
ラッピングされたエアライナー

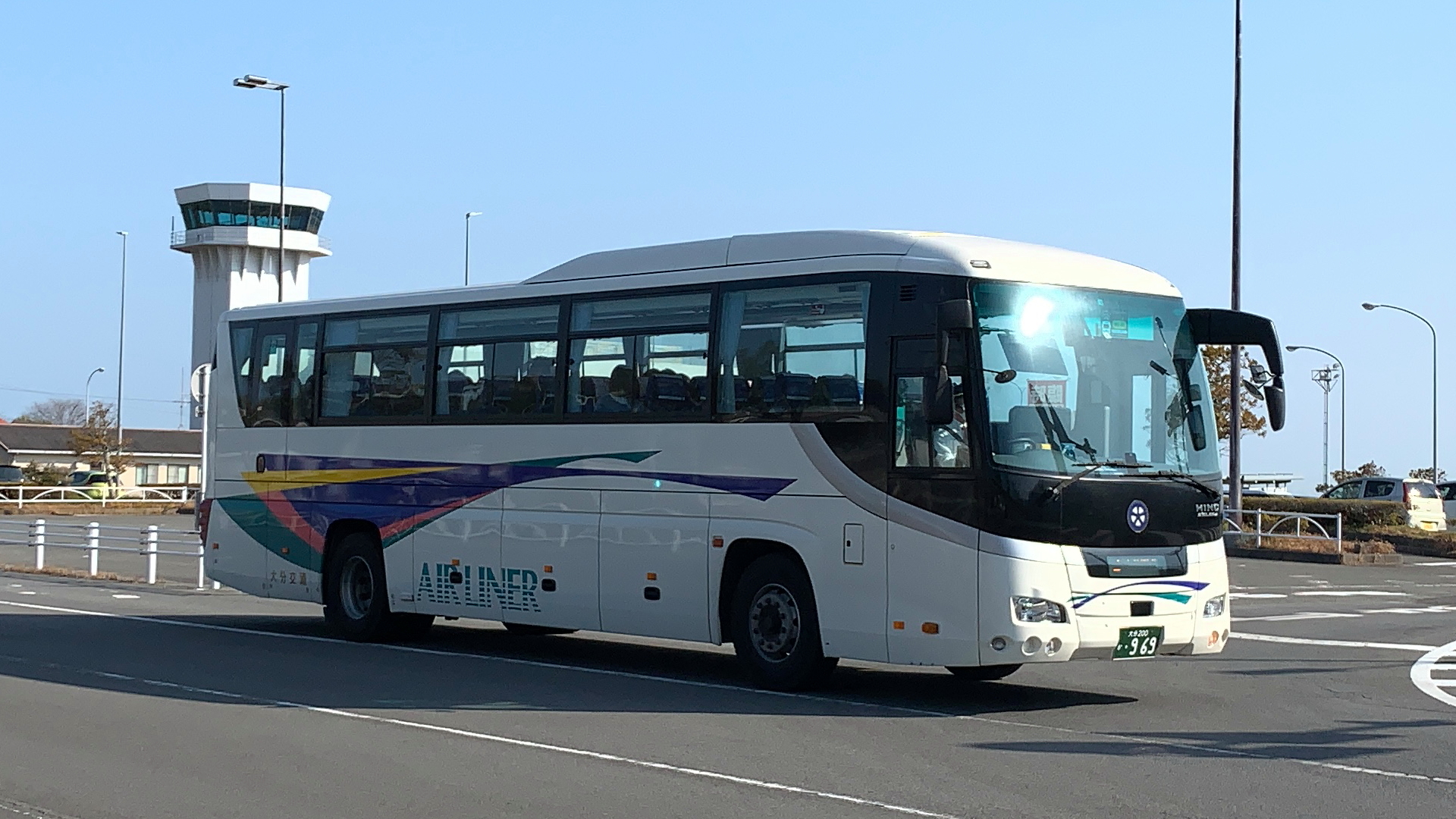
エアライナー（大分交通）

### 運行系統・路線

#### 系統「K」大分市内 ⇔ 別府市内 ⇔ 日出・杵築 ⇔ 大分空港
- （空港行）新川 - 荷揚町ダイワロイネットホテル前 - 大分駅前 - 生石 - 別府北浜 - 観光港 - 亀川（古市） - 日出 - 杵築インター - 大分空港
- （空港発）大分空港 - 杵築インター - 日出 - ホテル＆リゾーツ別府湾前（旧 : 別府湾ロイヤルホテル前） - 亀川（古市） - 観光港 - 別府北浜 - 生石 - 大分駅前 - 荷揚町ダイワロイネットホテル前 - 新川
  - エアライナーの主力系統。空港行便は概ね20 - 50分間隔で、空港発便は航空機の到着ダイヤに合わせて運行される。
  - 空港行便は、大分駅から国道10号を進み、大分市から別府市内を抜け、日出町の堀交差点から国道213号へ。会下交差点から大分空港道路に入り大分空港へ至る。なお大分空港道路開業以前は、そのまま国道213号経由で大分空港へ向かっていた。現在でも大分空港道路が通行止めの際は国道経由で運行される。
  - 2021年6月20日まで大分市内では、運行方向によって停止順が異なり、空港行便は新川始発で荷揚町→大分駅前→生石の順に、空港発便は生石→新川→荷揚町→竹町→大分駅前の順に停車していた。2021年6月21日より空港発便が生石→大分駅前→荷揚町→新川にルート変更され、同時に竹町に停車しなくなった。
  - 空港発便のみ、日出と亀川（古市）の間にホテル＆リゾーツ別府湾前（旧 : 別府湾ロイヤルホテル前）停留所が設けられている。
  - 空港発便は別府国際観光港（別府バスセンター）構内を経由するが、空港行便は国道上の観光港停留所を経由する。
  - 空港発便は別府北浜で大分交通待合所構内を経由するが、空港行便は向かい側のトキハ別府店前の国道上にある別府北浜停留所に停車する。
  - 2018年4月18日から、ヤマト運輸、大分航空ターミナルと提携の上、空港発の一部便において、初の観光支援型客貨混載を開始した。大分空港で宅急便を積載し、大分駅で乗客を降ろした後にヤマト運輸の大分ベースまで回送し、大分ベースでヤマト運輸の配送車に積み替え、大分市内・別府市内の宿泊施設へ宅急便を配送する[2][3]。

#### 系統「Z」大分駅前 ⇔ 大分空港（ノンストップ）
- 大分駅前 - 大分空港
  - 旧ホーバー基地や竹町方面を経由せず、大分駅前と大分空港を直接結ぶ直行便。空港行きのみ8本(土休日のみ9本)が設定されている。

#### 系統「X」大分新川 ⇔ 荷揚町ダイワロイネットホテル前 ⇔ 大分駅前 ⇔ 大分空港（ノンストップ）
- 新川 - 荷揚町ダイワロイネットホテル前 - 大分駅前 - 大分空港
  - 2022年4月15日より運行開始。系統「Z」と同様に大分駅前を出ると、直接大分ICから東九州自動車道に入る路線。2022年10月30日現在、空港行き7本、空港発9本設定されている。

#### 系統「B」別府駅前 ⇔ 別府市内 ⇔ 日出・杵築 ⇔ 大分空港
- 別府駅前 - 別府北浜 - 餅ヶ浜 - 観光港 - 六勝園 - 亀川駅前 - 亀川（古市） - 日出 - 杵築インター - 大分空港
  - 別府駅を発着する系統。大分線に比べると運行本数は少ない。
  - 始発･終点が別府駅前である点、及び、亀川バイパスではなく旧国道10号を通って亀川駅前を経由する点で、経路が大分系統と異なる。また、経路が同じ部分についても、餅ヶ浜、六勝園の停留所が追加される。
  - 空港発便のみ、日出と亀川（古市）の間にグランドメルキュールホテル別府湾（旧 : 別府湾ロイヤルホテル前、ホテル＆リゾーツ別府湾前) 停留所が設けられている。
  - 現在は 新型コロナウイルスの影響による需要の減少にともない、運休していたが、2022年04月15日より運行再開した。

#### 【運休中】系統「W」大分新川 → 大分駅 → 大分市内 → 大分空港
- 新川→ 大分駅前→竹町 → 昭和通り　→ オアシスひろば前 → 大分空港
  - 開設当初は大分駅発朝のみの片道運行だったが、2007年7月1日より5往復の運行となった。2009年11月の旧ホーバー大分基地発着便の運行開始以降は再び減便され、2019年3月現在では空港行き2便のみとなっている。
  - 新川からいったん中央通りを南下して大分駅に至った後、再び中央通りを北上して昭和通りを経由。この一帯は大分駅からはやや離れているが、大分ワシントンホテルプラザ（現アートホテル大分）、ホテル法華クラブ大分、ホテル日航大分 オアシスタワーなど大分市内の主要な宿泊施設があるため、これらから大分空港へ向かう乗客の便宜が図られている。オアシスひろば前停留所を出ると、大分ICから東九州自動車道に入り、日出バイパス - 大分空港道路を経由してノンストップで大分空港へ至る。
  - 現在は 新型コロナウイルスの影響による需要の減少にともない、運休中。

#### 【運休中】系統「V」旧ホーバー基地 ⇔ 大分駅 ⇔ 大分空港
- 旧ホーバー大分基地 - 大分駅前 - 大分空港
  - 2009年10月31日に運航を休止した大分ホーバーフェリーの代替手段という位置づけで、同年11月1日に旧ホーバー大分基地と大分空港をノンストップで結ぶバス路線として運行を開始した[4]。上記の東九州自動車道経由便とは、大分ICから高速道路を利用する高速道路主体の路線である点で共通しているが、本路線は、ホーバーフェリーの代替手段という性格上、大分空港と、大分市中心部からやや離れた旧ホーバー大分基地とにのみ停車し、中心部市街地にさえ停車しないことが特徴であった。
  - 当初は2009年12月末までの暫定的な運行とされていたが、2019年現在でも運行が継続されている。また、当初は完全なノンストップ便のみであったが、大分駅に停車する便が徐々に増え、2019年3月現在では全て大分駅に停車するようになっている。その結果、上記の東九州自動車道経由便との差異は小さくなった。
  - ホーバーフェリーが運航していた当時にホーバー大分基地に設けられていたホーバー利用者専用の無料駐車場は、そのまま本路線のバス利用者専用の無料駐車場として使われていたが、令和2年8月17日を待って無料開放終了。
  - 現在は 新型コロナウイルスの影響による需要の減少にともない、運休中。

#### 所要時間
- K:（空港行）新川 - 荷揚町ダイワロイネットホテル前 - 大分駅前 - 生石 - 別府北浜 - 観光港 - 亀川（古市） - 日出 - 杵築インター - 大分空港
- K:（空港発）大分空港 - 杵築インター - 日出 - ホテル＆リゾーツ別府湾前（旧 : 別府湾ロイヤルホテル前） - 亀川（古市） - 観光港 - 別府北浜 - 生石 - 大分駅前 - 荷揚町ダイワロイネットホテル前 - 新川
  - 新川→大分空港：1時間18分、大分空港→新川：1時間14分
  - 大分駅前→大分空港：1時間10分、大分空港→大分駅前：1時間7分

- B:別府駅前 - 別府北浜 - 観光港 - 亀川駅前 - 亀川（古市） - 日出 - 杵築インター - 大分空港
  - 別府駅前→大分空港：56分、大分空港→別府駅前：56分

- W:新川 - 大分駅前 - 竹町 - 昭和通り - オアシスひろば前 - 大分空港
  - 新川→大分空港：1時間8分、大分空港→新川：1時間8分
  - 大分駅前→大分空港：1時間、大分空港→大分駅前：1時間

- V:旧ホーバー大分基地 - 大分駅前 - 大分空港
  - 旧ホーバー大分基地→大分空港：1時間13分、大分空港→旧ホーバー大分基地：1時間9分
  - 大分駅前→大分空港：58分、大分空港→大分駅前：55分
- X:新川 - 荷揚町ダイワロイネットホテル前 - 大分駅前 - 大分空港
  - 新川→大分空港：1時間8分、大分空港→新川：1時間5分
  - 大分駅前→大分空港：1時間、大分空港→大分駅前：58分
- Z:大分駅 - 大分空港（直行）
  - 大分駅前→大分空港：1時間、大分空港→大分駅前：58分

### 運賃
- 片道
  - 大分空港 - 大分市内・別府市内 1,600円
  - 大分空港 - 日出 1,300円
  - 大分空港 - 杵築インター 900円
- 往復(バスチケ大分でのみ購入可能)（大分空港 - 別府市内・大分市内）
  - 3,000円

- 大分空港に設置の自動券売機では、楽天Edy、クレジットカードでの支払いができる。
- めじろんnimoca・nimocaおよびこれと相互利用している各ICカードの利用が可能。

### 車内設備
- ハイデッカーまたは標準床、4列シート
- コンセント

## ノースライナー（系統「N」）
ノースライナーは、大分県北部の中津市、宇佐市、豊後高田市と大分空港を結ぶ連絡バスである。1990年に中津市と大分空港を結ぶエアライナーの中津線として大分交通が単独で運行を開始したが、2004年3月に廃止。2005年12月から、実証実験という位置づけで、大分空港利用促進期成会が大分交通の子会社である大交北部バスに委託し、県北快速リムジンバスとして運行を再開した。
2010年10月31日には、スカイネットアジア航空（現：ソラシドエア）の大分-東京線就航に伴い、ネーミングコンテストを実施した結果、「ノースライナー」の愛称が付けられるとともに、1日4往復から6往復に増便されたが、2012年からは再度4往復となっている。
特急バスや高速バスと間違えられることが多いが、高速道路（有料道路）は通らない快速バスである。途中の各停留所で乗り降りができ、乗車時に整理券が発行される。中津駅、豊後高田には券売所が設けられている。むしろ空港利用よりも豊後高田～宇佐駅、宇佐駅～宇佐八幡などの区間利用が多い。
福岡県の北九州市、豊前市などからバスを利用する場合、時間が合えば中津駅からこのルートを利用するともっとも安価に大分空港に到達できる。

### 路線及び所要時間
- 大貞車庫前 - 中津駅前（中津市） - 宇佐市役所 - 宇佐八幡（宇佐神宮） - 宇佐駅（宇佐市） - 豊後高田（豊後高田市）- 大田支所（杵築市） - 安岐支所 -  大分空港（国東市）
  - 所要時間：宇佐駅から1時間、中津駅から1時間50分

### 運賃
- 大分空港 - 豊後高田
  - 片道 1,400円、往復 2,600円
- 大分空港 - 宇佐駅、宇佐八幡、宇佐市役所、中津駅前
  - 片道 1,550円、往復 2,600円

## 湯布院高速リムジンバス（系統「Y」）
湯布院高速リムジンバスは、由布市湯布院町と大分空港を結ぶ連絡バスである。2003年7月に大分交通と亀の井バスが共同で運行開始。亀の井バスにとっては大分空港線初参入となる。2010年10月31日には、スカイネットアジア航空(現：ソラシドエア)の大分-東京線就航に伴い、1日6往復から9往復に増便されたが、2012年現在は再度6往復となっている。
【2022年4月15日より運行再開】大分空港 - 湯布院線
- 由布院駅前バスセンター - 大分空港（亀の井バスとの共同運行）
  - 2003年7月17日、亀の井バスと共同で運行開始。
  - ※現在は亀の井バスが運行撤退した為大分交通単独運行となっている

大分県由布市湯布院町のJR由布院駅と大分空港を結ぶ路線。由布院駅前 - 大分空港間はノンストップ。由布院駅を出ると県道216号を西進して湯布院インターチェンジから大分自動車道に入り、東九州自動車道 - 日出バイパス - 大分空港道路経由で大分空港へ至る。

### 路線、所要時間及び運賃
- 湯布院（由布市） - 大分空港（国東市）
  - 所要時間：55分
  - 片道 2000円

## 佐臼ライナー（系統「S」）
佐臼ライナー（サウスライナー）は、大分県南部の佐伯市、臼杵市と大分空港を結ぶ連絡バスである。東九州自動車道が2008年6月28日に佐伯市まで延伸されたことを受けて、2009年10月1日に県南高速リムジンバスとして運行を開始した。実証実験という位置づけで、大分空港利用促進期成会が大分交通及び大分バスに運行を委託している。大分バスにとっては大分空港線初参入となる。
2010年10月31日には、スカイネットアジア航空(現ソラシドエア)の大分-東京線就航に伴い、ネーミングコンテストを実施した結果、目的地・経由地の佐伯市及び臼杵市の頭文字をとって「佐臼ライナー」の愛称が付けられるとともに、運賃が値下げされた。

### 路線及び所要時間
- 佐伯駅 - 大手前 - 佐伯コスモタウン前（以上、佐伯市） - 臼杵インター（臼杵市） - ジャパンセミコンダクター入口（空港線のりば） - パークプレイス大分（以上、大分市） - 大分空港（国東市）
  - 所要時間：1時間59分
  - パークプレイス大分については、大分空港行きは国道197号大分南バイパスに設けられた「パークプレイス下」停留所に、佐伯・臼杵方面行はパークプレイス大分内にある停留所にて乗降する。大分空港行きの「パークプレイス下」停留所は、パークプレイス大分から徒歩移動を要する[8]。
  - 路線開設当初は、松岡パーキングエリアに停留所があったが、2012年2月に、大分市内の停留所が上記2つとされると共に松岡パーキングエリアの停留所は廃止された。また、これに合わせ、空港アクセス以外でも利用できるよう、各停留所間での乗降が可能とされた。ただし、同一市内（佐伯市内、大分市内）の停留所間での乗降はできない。また、大分空港以外の停留所間については、往復運賃は設定されていない。

### 運賃
- 大分空港 - 佐伯市内（佐伯コスモタウン前、大手前、佐伯駅）
  - 片道 2,880円、往復 4,940円
- 大分空港 - 臼杵市内（臼杵インター）
  - 片道 2,370円、往復 4,110円
- 大分空港 - 大分市内（ジャパンセミコンダクター入口、パークプレイス大分 及び パークプレイス下）
  - 片道 2,060円、往復 3,700円
- 大分市内 - 臼杵市内
  - 片道 720円
- 大分市内 - 佐伯市内
  - 片道 1,440円
- 臼杵市内 - 佐伯市内
  - 片道 820円

めじろんnimoca・nimocaおよびこれと相互利用している各ICカードの利用が可能。